# Mistrzostwa Polski w Biathlonie 1968
2. Mistrzostwa Polski w biathlonie odbyły się w 1968 w Zakopanem jako Międzynarodowe Mistrzostwa Polski. Rozegrano dwie konkurencje, bieg indywidualny mężczyzn na dystansie 20 kilometrów i po raz pierwszy sztafetę 4 x 7,5 km.

## Terminarz i medaliści
| Data | Konkurencja                | Złoto                                                                              | Srebro                             | Brąz                        |
| 1968 | Bieg indywidualny mężczyzn | Pavel Ploc Czechosłowacja                                                          | Stanisław Szczepaniak WKS Zakopane | Andrzej Fiedor WKS Zakopane |
| 1968 | Bieg sztafetowy mężczyzn   | WKS Zakopane Józef Różak Andrzej Fiedor Stanisław Łukaszczyk Stanisław Szczepaniak | Czechosłowacja                     | Czechosłowacja              |